# Jorge Dueñas
Jorge Dueñas de Galarza (Bilbao, 16 de outubro de 1962) é um ex-jogador espanhol de handebol e atual treinador da Seleção Brasileira de Handebol Feminino. Dueñas foi treinador da Seleção Espanhola de Handebol Feminino entre os anos de 2007 e 2017, tendo levado a equipe a conquistar a medalha de prata no Campeonato Europeu de Handebol Feminino de 2008, ao ser derrotada pela Noruega na final por 21-34. Dueñas também foi o treinador da Espanha no Campeonato Mundial de Handebol Feminino de 2011, no qual a sua equipe encerrou na terceira posição.